# Lista de unidades geomorfológicas do Paraná por altitude

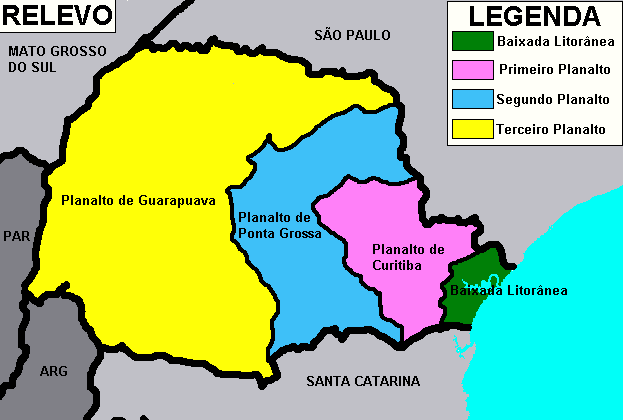
Unidades geomorfológicas do Paraná.

Essa lista enumera as unidades geomorfológicas do Paraná. Para melhor compreensão dessas unidades geomorfológicas, observar-se-á do seguinte procedimento explanativo: a baixada litorânea se inicia na baía de Paranaguá e termina na Serra do Mar, que é o divisor de águas entre as duas primeiras unidades de relevo e após ambos primeiros quadros morfoestruturais, eis a seguir os três planaltos paranaenses, conforme classificação criada pelo geólogo alemão Reinhard Maack: o primeiro planalto paranaense (da Serra do Mar até a Serrinha), o segundo planalto paranaense (da Serrinha até Serra Geral) e o terceiro planalto paranaense (da Serra Geral até o talvegue do rio Paraná).
Abaixo segue a lista das unidades geomorfológicas mais altas do Paraná:
| Ranking | Unidade geomorfológica       | Altitude (em metros) |
| ------- | ---------------------------- | -------------------- |
| 1º      | Serra do Mar                 | 1 800                |
| 2º      | Terceiro Planalto Paranaense | 1 250                |
| 3º      | Segundo Planalto Paranaense  | 1 200                |
| 4º      | Primeiro Planalto Paranaense | 900                  |
| 5º      | Baixada Litorânea            | 100                  |